# ネバダ・スミス
『ネバダ・スミス』（Nevada Smith）は、1966年のアメリカ合衆国の西部劇映画。ハロルド・ロビンズ原作の小説『大いなる野望』のスピンオフ映画。ヘンリー・ハサウェイ監督、スティーブ・マックイーン主演。
1966年の日本における洋画配給収入トップ10の第6位。

## ストーリー
舞台は、1890年代アメリカ合衆国ネバダ州の片田舎。古い鉱山跡に、白人男性、カイオワ族のインディアン女、16歳の少年の3人が、貧しくも慎ましく平和に暮らしていた。
ある日、少年が川で水くみをしているところに、3人のならず者が来て道を尋ねた。「サンドという人を探しているんだが。」「おやじだ。」「古い友人でね。ジェシーというんだ。家はどっちだい。」「あっち。」「坊や、名前は？」「マックス。」「有難う、マックス」去り際に、マックスの馬を追い散らしていった。マックスは、何故か不安に駆られ、急ぎ、家に向かって馬を走らせた。
家にいた両親は、切り刻まれて殺されていた。亡骸を家ごと灰にして、仇討をかたく誓うのだった。水も食料も持たず、1挺のライフルだけを携え、馬に乗って、3人組を追いかけた。
最初に出会った3人組は人違いだった。食事も一緒にさせてくれたが、朝起きたら誰もいなくなっており、銃や馬まで盗まれていた。2度目に出会ったのは、銃商人のジョナス・コードだった。マックスは、彼から拳銃のイロハを学び、悪党を探すのなら酒場に行けと、酒やポーカーまで教えてもらった。別れ際に、1ドルもらったので、本を買って文字や言葉を学ぶことにした。
牛追いの仕事をしながらも、行く先々で3人組を捜し歩いた。そんなある日、牛を追ってアビリーンの町までやってきた時のことである。同じカイオワ族の娘ニーサと知り合い、顎に傷跡のあるジェシーのことを尋たところ「酒場でカード配りをしている」とのことだった。彼の馬を見ると"SS"の烙印。父親の馬だ。そして、壮絶な死闘の末、彼を倒した。自らも重症を負ったが、ニーサに助けられ居留地で治療、回復をまった。
その後アビリーンへ戻り、ジェシーの妻アンジーから、彼の仲間ビルがルイジアナの刑務所に服役していることを聞き出した。この頃には独学の成果も上がり、新聞も読めるようになっていた。
マックスは狂言強盗を起こして捕まり、ルイジアナ刑務所に入った。そこはワニや毒ヘビのいる広大な湿地帯であった。そして巧みに脱獄を計画し、手引をしてくれるケイジャンの女ピラーやカヌーまで用意した。そこで、ビルをそそのかして3人で脱獄に成功。素性を明かしてビルと対決し、撃ち倒した。その際、カヌーが転覆し、ピラーは水の中で毒ヘビにかまれ、マックスの腕の中で永い眠りについた。
それから5年後、3人目のトムは、駅馬車強盗の頭になって、手下を増やそうとしていた。「そこの若いの、名前は？」「ネバダ・スミス。」（ネバダ出身で、銃の手ほどきをしてくれた人がガンスミスだったので、この偽名を思いついたのかもしれない）。そして、手下の中にもぐりこんだ。駅馬車襲撃の際、トム一人を手下達から切り離して川縁へと追い詰めた。とどめを刺そうとした時、ザッカルディ神父から聞いた話が心に過ぎった。指が引き金から離れた。トムが足元にいるアリンコのように小さく思えたのか。「殺してくれ。」とトムの泣き叫ぶ声を背に、静かに去っていくのだった。そこには、両親を殺された16歳の少年の姿はもうなかった。

## キャスト
| 役名                              | 俳優                       | 日本語吹替                                   | 日本語吹替           |
| 役名                              | 俳優                       | フジテレビ版 （追加収録部分）                | ソフト版             |
| --------------------------------- | -------------------------- | -------------------------------------------- | -------------------- |
| マックス・サンド / ネバダ・スミス | スティーブ・マックイーン   | 宮部昭夫 （津田健次郎）                      | 矢崎文也             |
| トム・フィッチ                    | カール・マルデン           | 島宇志夫 （中田譲治）                        | 宝亀克寿             |
| ジョナス・コード                  | ブライアン・キース         | 相模太郎 （楠見尚己）                        | 村田則男             |
| ビル・ボードリー                  | アーサー・ケネディ         | 小林清志 （斧アツシ）                        | 天田益男             |
| ピラー                            | スザンヌ・プレシェット     | 杉山佳寿子 （小林未沙）                      | 黒川なつみ           |
| ザッカルディ神父                  | ラフ・ヴァローネ           | 清川元夢 （掛川裕彦）                        | 押切英希             |
| ニーサ                            | ジャネット・マーゴリン     | 塚田恵美子 （松浦裕美子）                    | 山田里奈             |
| ビッグ・フット                    | パット・ヒングル           | 相模太郎 （楠見尚己）                        | 後藤哲夫             |
| 刑務所長                          | ハワード・ダ・シルヴァ     | 加藤修 （ふくまつ進紗）                      | 廣田行生             |
| ジェシー・コー                    | マーティン・ランドー       | 田中康郎                                     | 花田光               |
| ボンネル保安官                    | ポール・フィックス         |                                              |                      |
| サム・サンド                      | ジーン・エヴァンス         | 仲木隆司                                     |                      |
| エルビラ・マッカンレス夫人        | ジョセフィン・ハッチンソン |                                              | 松下亜紀             |
| ベン・マッカンレス                | ジョン・ドーセット         | 村松康雄 （浦山迅）                          | 小川隆市             |
| バック・メイソン                  | ヴァル・エイヴリー         |                                              |                      |
| クインス                          | バート・フリード           | 加藤修                                       |                      |
| ハドソン（バーテンダー）          | テッド・デ・コルシア       |                                              | 横尾博之             |
| 以下はノンクレジット              |                            |                                              |                      |
| ブルネットの酒場の女              | ロニ・アンダーソン         |                                              |                      |
| タビナカ                          | イザベル・ボニフェイス     | 渡辺典子                                     | 花嶋千代             |
| ストローザー                      | ストローザー・マーティン   | 仲木隆司                                     |                      |
| アンジー・コー                    | ジョアンナ・ムーア         |                                              | 藤貴子               |
| ハリー                            | ロイ・N・シクナー          | 石森達幸                                     |                      |
| 不明 その他                       | N/A                        | 戸部光代                                     | 遠藤真 大林洋平      |
| 日本語版スタッフ                  |                            |                                              |                      |
| 演出                              | 演出                       | 春日正伸                                     | 松川陸               |
| 翻訳                              | 翻訳                       | トランスグローバル                           | 平田勝茂             |
| 調整                              | 調整                       | 杉原日出弥                                   |                      |
| 効果                              | 効果                       | 赤塚不二夫                                   |                      |
| 制作                              | 制作                       | トランスグローバル                           | ムービーテレビジョン |
| 解説                              | 解説                       | 高島忠夫                                     |                      |
| 初回放送                          | 初回放送                   | 1974年3月1日 『ゴールデン洋画劇場』 正味95分 |                      |

ニューラインから2025年6月4日発売の「吹替シネマCLASSICS」シリーズ『ネバダ・スミス -TV吹替音声追加収録版-』にはソフト版に加えて放送時にカットされた部分を追加収録したフジテレビ版の日本語吹替を収録。